# Largo do Boticário
El Largo do Boticário es un famoso espacio público ubicado en la ciudad de Río de Janeiro, Brasil. Localizado en el barrio de Cosme Velho, se accede por un estrecho callejón - El Beco do Boticário - que pasa por un puente sobre el río Carioca. El espacio se caracteriza por su exuberante vegetación de mata atlántica y por sus casonas de estilo neocolonial.

## Historia
El nombre del callejón y del largo se deriva de Joaquim Luís da Silva Souto, boticario que tenía su establecimiento en la antigua rúa Direita, actualmente la rúa Primero de Marzo, en el centro de la ciudad. El boticario, que tenía entre sus clientes a la familia real, compró terrenos en la zona de Cosme Velho y se mudó alrededor de 1831. En 1846 vivió ahí el mariscal Joaquim Alberto de Souza Silveira, frecuentador de la corte y padrino de nacimiento de Machado de Assis.
La construcción definitiva del largo comenzó en la década de 1920 cuando Edmundo Bittencourt, fundador del periódico Correio da Manhã compró el terreno y comenzó a construir casas de estilo neocolonial. Esta iniciativa continuó en los años 30 y 40 por el diplomático y coleccionador de arte Rodolfo da Siqueira, quien era arquitecto y vivió en el largo entre 1928 y 1941, y por Sylvia de Arruda Botelho Bittencourt y su marido Paulo, herderos del Correio da Manhã. Algunas de estas casas fueron remodeladas con la participación de los arquitectos modernistas Lúcio Costa y Gregori Warchavchik, utilizando materiales auténticos de la época colonial provenientes de demoliciones realizadas en la ciudad.

## Actualidad
En su época dorada, vivieron en las casonas varias personalidades brasileñas y extranjeras, atradías por las fiestas y reuniones realizdas por los ilustres residentes. Entre 2006 y 2008, una de las casas vacías fue ocupada por un grupo de sintechos. Luego de las obras de remodelación que preservaron la fachada, en julio del 2022, el conjunto pasó a albergar un hotel Jo&Joe del grupo francés Accor.
El Largo do Boticário es uno de los pocos lugares donde se puede ver el río Carioca a cielo abierto. Cerca al largo se pueden encontrar otros hitos históricos del barrio de Cosme Velho: el Solar dos Abacaxis y la Estación del tren del Corcovado.
En la década de 1970, el largo fue uno de los escenarios de la película Moonraker.